# Ripartizione Europa
La ripartizione Europa è uno dei quattro collegi elettorali italiani che compongono la circoscrizione Estero.

## Territorio

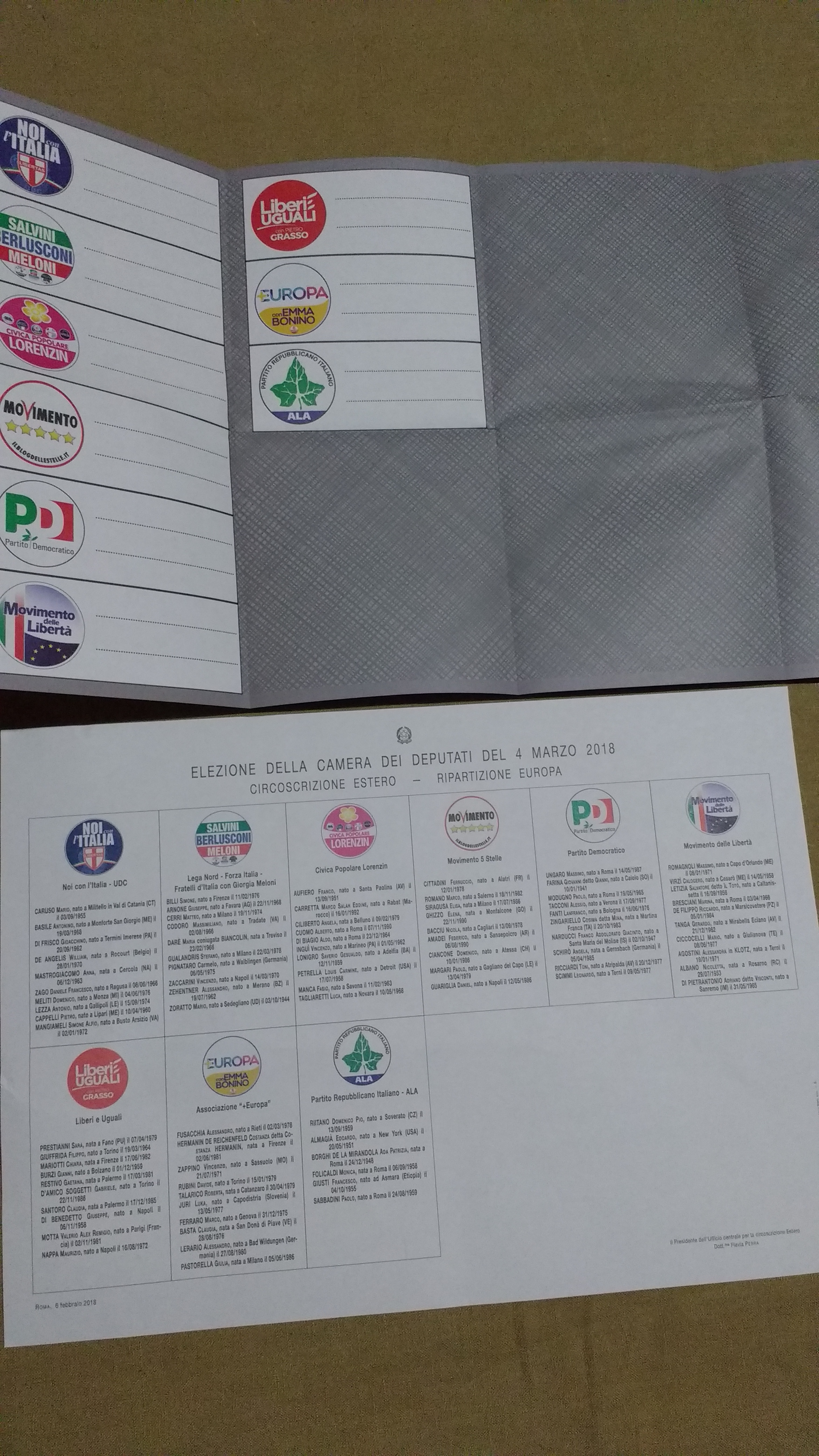
Scheda elettorale per la Camera nel 2018

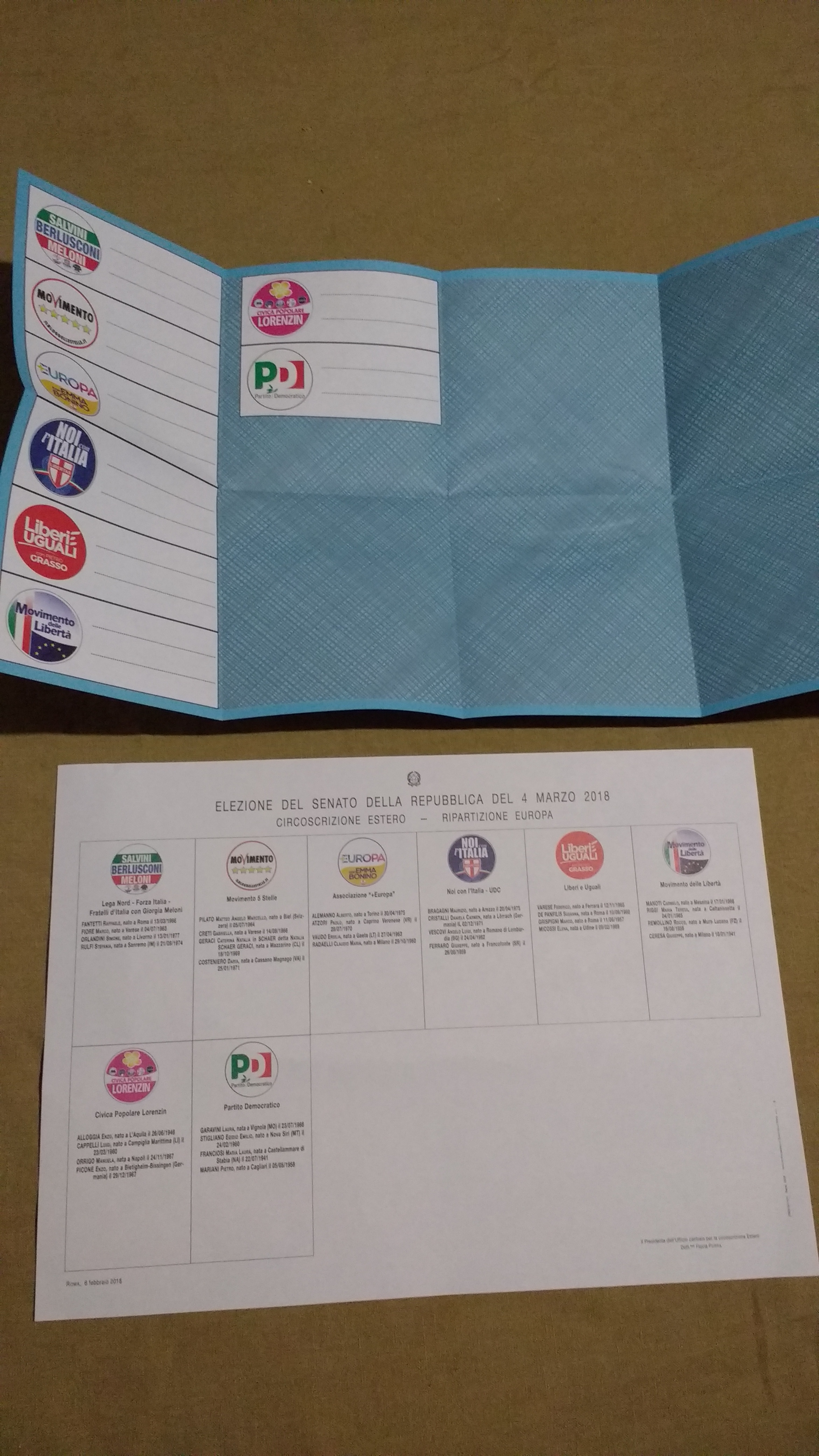
Scheda elettorale per il Senato nel 2018

Il territorio della ripartizione Europa include gli Stati riconosciuti dal governo italiano nel territorio europeo, oltre a Cipro, Russia e Turchia e i relativi paesi e territori d'oltremare.; non sono invece inclusi Armenia, Azerbaigian e Georgia (inseriti nella circoscrizione asiatica). Sono inclusi tutti i 26 stati esteri dell'Unione Europea.
Lo Stato con più persone elettrici italiane residenti è la Germania, mentre quello con il numero inferiore è la Città del Vaticano.
Nell'elenco che segue sono indicate le denominazioni ufficiali utilizzate dal Ministero dell'Interno:
| N      | Paese                          | Numero elettori italiani |
| ------ | ------------------------------ | ------------------------ |
| 1      | Albania                        | 1 534                    |
| 2      | Andorra                        | 495                      |
| 3      | Austria                        | 31 659                   |
| 4      | Belgio                         | 241 812                  |
| 5      | Bielorussia                    | 204                      |
| 6      | Bosnia-Erzegovina              | 837                      |
| 7      | Bulgaria                       | 2 750                    |
| 8      | Cipro                          | 1 156                    |
| 9      | Croazia                        | 14 801                   |
| 10     | Danimarca                      | 9 478                    |
| 11     | Estonia                        | 632                      |
| 12     | Federazione Russa              | 2 984                    |
| 13     | Finlandia                      | 3 813                    |
| 14     | Francia                        | 361 826                  |
| 15     | Germania                       | 672 450                  |
| 16     | Grecia                         | 10 572                   |
| 17     | Irlanda                        | 18 366                   |
| 18     | Islanda                        | 394                      |
| 19     | Kosovo                         | 0                        |
| 20     | Lettonia                       | 474                      |
| 21     | Liechtenstein                  | 1 299                    |
| 22     | Lituania                       | 492                      |
| 23     | Lussemburgo                    | 25 725                   |
| 24     | Macedonia del Nord             | 391                      |
| 25     | Malta                          | 7 660                    |
| 26     | Moldova                        | 464                      |
| 27     | Monaco                         | 6 554                    |
| 28     | Montenegro                     | 273                      |
| 29     | Norvegia                       | 6 610                    |
| 30     | Paesi Bassi                    | 47 699                   |
| 31     | Polonia                        | 6 378                    |
| 32     | Portogallo                     | 15 221                   |
| 33     | Regno Unito                    | 345 779                  |
| 34     | Repubblica Ceca                | 5 769                    |
| 35     | Romania                        | 6 969                    |
| 36     | San Marino                     | 11 312                   |
| 37     | Serbia                         | 1 501                    |
| 38     | Slovacchia                     | 1 496                    |
| 39     | Slovenia                       | 4 425                    |
| 40     | Spagna                         | 177 715                  |
| 41     | Stato della Città del Vaticano | 0                        |
| 42     | Svezia                         | 13 671                   |
| 43     | Svizzera                       | 498 712                  |
| 44     | Turchia                        | 4 424                    |
| 45     | Ucraina                        | 0                        |
| 46     | Ungheria                       | 4 044                    |
| Totale | Totale                         | 2 571 013                |

Note: elettori iscritti durante le elezioni politiche del 2013

## Dati elettorali

### Elezioni politiche del 2006
| Partito                            | Partito                            | Risultati 9 aprile 2006 | Risultati 9 aprile 2006 | Risultati 9 aprile 2006 | Seggi | Seggi |
| Partito                            | Partito                            | Voti                    | %                       | ±                       | Num   | ±     |
| ---------------------------------- | ---------------------------------- | ----------------------- | ----------------------- | ----------------------- | ----- | ----- |
|                                    | L'Unione                           | 277 996                 | 52,73                   | n.d.                    | 3     | n.d.  |
|                                    | Forza Italia                       | 128 756                 | 24,42                   | n.d.                    | 2     | n.d.  |
|                                    | Italia dei Valori                  | 27 432                  | 5,20                    | n.d.                    | 1     | n.d.  |
|                                    | Unione di Centro                   | 24 236                  | 4,60                    | n.d.                    | 0     | n.d.  |
|                                    | Per l'Italia nel Mondo             | 20 271                  | 3,85                    | n.d.                    | 0     | n.d.  |
|                                    | Lega Nord                          | 12 319                  | 2,34                    | n.d.                    | 0     | n.d.  |
|                                    | P. Italiani nel mondo              | 11 250                  | 2,13                    | n.d.                    | 0     | n.d.  |
|                                    | L'altra Sicilia per il Sud         | 10 867                  | 2,06                    | n.d.                    | 0     | n.d.  |
|                                    | Alternativa sociale Mussolini      | 7 030                   | 1,33                    | n.d.                    | 0     | n.d.  |
|                                    | Popolari UDEUR                     | 3 860                   | 0,73                    | n.d.                    | 0     | n.d.  |
|                                    | Amare l'Italia                     | 3 179                   | 0,60                    | n.d.                    | 0     | n.d.  |
|                                    |                                    |                         |                         |                         |       |       |
| Iscritti                           | Iscritti                           | 1 579 543               | 100,00                  |                         |       |       |
| ↳ Votanti (% su iscritti)          | ↳ Votanti (% su iscritti)          | 569 319                 | 36,04                   | n.d.                    |       |       |
| ↳ Voti validi (% su votanti)       | ↳ Voti validi (% su votanti)       | 527 196                 | 92,60                   |                         |       |       |
| ↳ Schede non valide (% su votanti) | ↳ Schede non valide (% su votanti) | 42 123                  | 7,40                    |                         |       |       |
| ↳ Schede bianche (% su votanti)    | ↳ Schede bianche (% su votanti)    | 6 483                   | 1,14                    |                         |       |       |
| ↳ Schede nulle (% su votanti)      | ↳ Schede nulle (% su votanti)      | 35 640                  | 6,26                    |                         |       |       |
| ↳ Astenuti (% su iscritti)         | ↳ Astenuti (% su iscritti)         | 1 010 224               | 63,96                   |                         |       |       |

| Eletti | Eletti            |
| ------ | ----------------- |
|        | Franco Narducci   |
|        | Arnold Cassola    |
|        | Gianni Farina     |
|        | Massimo Romagnoli |
|        | Guglielmo Picchi  |
|        | Antonio Razzi     |

| Partito                            | Partito                            | Risultati 9 aprile 2006 | Risultati 9 aprile 2006 | Risultati 9 aprile 2006 | Seggi | Seggi |
| Partito                            | Partito                            | Voti                    | %                       | ±                       | Num   | ±     |
| ---------------------------------- | ---------------------------------- | ----------------------- | ----------------------- | ----------------------- | ----- | ----- |
|                                    | L'Unione                           | 256 355                 | 52,97                   | n.d.                    | 1     | n.d.  |
|                                    | Forza Italia                       | 118 306                 | 24,44                   | n.d.                    | 1     | n.d.  |
|                                    | Italia dei Valori                  | 26 486                  | 5,47                    | n.d.                    | 0     | n.d.  |
|                                    | Unione di Centro                   | 22 273                  | 4,60                    | n.d.                    | 0     | n.d.  |
|                                    | Per l'Italia nel Mondo             | 18 472                  | 3,82                    | n.d.                    | 0     | n.d.  |
|                                    | Lega Nord                          | 12 006                  | 2,48                    | n.d.                    | 0     | n.d.  |
|                                    | P. Italiani nel mondo              | 10 888                  | 2,25                    | n.d.                    | 0     | n.d.  |
|                                    | L'altra Sicilia per il Sud         | 9 497                   | 1,96                    | n.d.                    | 0     | n.d.  |
|                                    | Movimento Sociale Fiamma Tricolore | 6 023                   | 1,24                    | n.d.                    | 0     | n.d.  |
|                                    | Popolari UDEUR                     | 3 673                   | 0,76                    | n.d.                    | 0     | n.d.  |
|                                    |                                    |                         |                         |                         |       |       |
| Iscritti                           | Iscritti                           | 1 409 357               | 100,00                  |                         |       |       |
| ↳ Votanti (% su iscritti)          | ↳ Votanti (% su iscritti)          | 522 578                 | 37,08                   | n.d.                    |       |       |
| ↳ Voti validi (% su votanti)       | ↳ Voti validi (% su votanti)       | 483 979                 | 92,61                   |                         |       |       |
| ↳ Schede non valide (% su votanti) | ↳ Schede non valide (% su votanti) | 38 599                  | 7,39                    |                         |       |       |
| ↳ Schede bianche (% su votanti)    | ↳ Schede bianche (% su votanti)    | 6 137                   | 1,17                    |                         |       |       |
| ↳ Schede nulle (% su votanti)      | ↳ Schede nulle (% su votanti)      | 32 462                  | 6,21                    |                         |       |       |
| ↳ Astenuti (% su iscritti)         | ↳ Astenuti (% su iscritti)         | 886 779                 | 62,92                   |                         |       |       |

| Eletti | Eletti            |
| ------ | ----------------- |
|        | Claudio Micheloni |
|        | Antonella Rebuzzi |

### Elezioni politiche del 2008
| Partito                            | Partito                            | Risultati 13 aprile 2008 | Risultati 13 aprile 2008 | Risultati 13 aprile 2008 | Seggi | Seggi   |
| Partito                            | Partito                            | Voti                     | %                        | ±                        | Num   | ±       |
| ---------------------------------- | ---------------------------------- | ------------------------ | ------------------------ | ------------------------ | ----- | ------- |
|                                    | Partito Democratico                | 207 289                  | 39,93                    | n.d.                     | 3     | n.d.    |
|                                    | Il Popolo della Libertà            | 174 605                  | 33,64                    | n.d.                     | 2     | n.d.    |
|                                    | Italia dei Valori                  | 42 149                   | 8,12                     | 2,92                     | 1     | Stabile |
|                                    | Unione di Centro                   | 28 314                   | 5,45                     | 0,85                     | 0     | Stabile |
|                                    | La Sinistra l'Arcobaleno           | 21 211                   | 4,09                     | n.d.                     | 0     | n.d.    |
|                                    | Partito Socialista Boselli         | 16 274                   | 3,14                     | n.d.                     | 0     | n.d.    |
|                                    | La Destra - Fiamma Tricolore       | 9 432                    | 1,82                     | n.d.                     | 0     | n.d.    |
|                                    | L'altra Sicilia per il Sud         | 9 251                    | 1,78                     | 0,28                     | 0     | Stabile |
|                                    | Sinistra Critica                   | 6 062                    | 1,17                     | n.d.                     | 0     | n.d.    |
|                                    | Valori e futuro                    | 4 493                    | 0,87                     | n.d.                     | 0     | n.d.    |
|                                    |                                    |                          |                          |                          |       |         |
| Iscritti                           | Iscritti                           | 1 633 658                | 100,00                   |                          |       |         |
| ↳ Votanti (% su iscritti)          | ↳ Votanti (% su iscritti)          | 578 548                  | 35,41                    | n.d.                     |       |         |
| ↳ Voti validi (% su votanti)       | ↳ Voti validi (% su votanti)       | 519 080                  | 89,72                    |                          |       |         |
| ↳ Schede non valide (% su votanti) | ↳ Schede non valide (% su votanti) | 59 468                   | 10,28                    |                          |       |         |
| ↳ Schede bianche (% su votanti)    | ↳ Schede bianche (% su votanti)    | 7 149                    | 1,24                     |                          |       |         |
| ↳ Schede nulle (% su votanti)      | ↳ Schede nulle (% su votanti)      | 52 319                   | 9,04                     |                          |       |         |
| ↳ Astenuti (% su iscritti)         | ↳ Astenuti (% su iscritti)         | 1 055 110                | 64,59                    |                          |       |         |

| Eletti | Eletti           |
| ------ | ---------------- |
|        | Franco Narducci  |
|        | Laura Garavini   |
|        | Gianni Farina    |
|        | Aldo Di Biagio   |
|        | Guglielmo Picchi |
|        | Antonio Razzi    |

| Partito                            | Partito                            | Risultati 13 aprile 2008 | Risultati 13 aprile 2008 | Risultati 13 aprile 2008 | Seggi | Seggi   |
| Partito                            | Partito                            | Voti                     | %                        | ±                        | Num   | ±       |
| ---------------------------------- | ---------------------------------- | ------------------------ | ------------------------ | ------------------------ | ----- | ------- |
|                                    | Partito Democratico                | 192 934                  | 41,04                    | n.d.                     | 1     | n.d.    |
|                                    | Il Popolo della Libertà            | 161 684                  | 34,39                    | n.d.                     | 1     | n.d.    |
|                                    | Italia dei Valori                  | 38 357                   | 8,16                     | 2,69                     | 0     | Stabile |
|                                    | Unione di Centro                   | 20 534                   | 4,37                     | 0,23                     | 0     | Stabile |
|                                    | La Sinistra l'Arcobaleno           | 18 879                   | 4,02                     | n.d.                     | 0     | n.d.    |
|                                    | Partito Socialista Boselli         | 15 044                   | 3,20                     | n.d.                     | 0     | n.d.    |
|                                    | La Destra - Fiamma Tricolore       | 8 430                    | 1,79                     | n.d.                     | 0     | n.d.    |
|                                    | L'altra Sicilia per il Sud         | 8 391                    | 1,78                     | 0,18                     | 0     | Stabile |
|                                    | Sinistra Critica                   | 5 855                    | 1,25                     | n.d.                     | 0     | n.d.    |
|                                    |                                    |                          |                          |                          |       |         |
| Iscritti                           | Iscritti                           | 1 459 197                | 100,00                   |                          |       |         |
| ↳ Votanti (% su iscritti)          | ↳ Votanti (% su iscritti)          | 528 051                  | 36,19                    | n.d.                     |       |         |
| ↳ Voti validi (% su votanti)       | ↳ Voti validi (% su votanti)       | 470 108                  | 89,03                    |                          |       |         |
| ↳ Schede non valide (% su votanti) | ↳ Schede non valide (% su votanti) | 57 943                   | 10,97                    |                          |       |         |
| ↳ Schede bianche (% su votanti)    | ↳ Schede bianche (% su votanti)    | 7 107                    | 1,35                     |                          |       |         |
| ↳ Schede nulle (% su votanti)      | ↳ Schede nulle (% su votanti)      | 50 836                   | 9,63                     |                          |       |         |
| ↳ Astenuti (% su iscritti)         | ↳ Astenuti (% su iscritti)         | 931 146                  | 63,81                    |                          |       |         |

| Eletti | Eletti             |
| ------ | ------------------ |
|        | Claudio Micheloni  |
|        | Nicola Di Girolamo |

### Elezioni politiche del 2013
| Partito                            | Partito                                   | Risultati 24 febbraio 2013 | Risultati 24 febbraio 2013 | Risultati 24 febbraio 2013 | Seggi | Seggi |
| Partito                            | Partito                                   | Voti                       | %                          | ±                          | Num   | ±     |
| ---------------------------------- | ----------------------------------------- | -------------------------- | -------------------------- | -------------------------- | ----- | ----- |
|                                    | Partito Democratico                       | 155 038                    | 29,66                      | 10,27                      | 2     | 1     |
|                                    | Con Monti per l'Italia                    | 143 418                    | 27,44                      | n.d.                       | 1     | n.d.  |
|                                    | Il Popolo della Libertà                   | 95 292                     | 18,23                      | 16,16                      | 1     | 1     |
|                                    | Movimento 5 Stelle                        | 69 338                     | 13,27                      | n.d.                       | 1     | n.d.  |
|                                    | Sinistra Ecologia Libertà                 | 17 434                     | 3,34                       | n.d.                       | 0     | n.d.  |
|                                    | Rivoluzione Civile                        | 16 033                     | 3,07                       | n.d.                       | 0     | n.d.  |
|                                    | Movimento Associativo Italiani all'Estero | 10 671                     | 2,04                       | n.d.                       | 0     | n.d.  |
|                                    | Fare per Fermare il Declino               | 8 477                      | 1,62                       | n.d.                       | 0     | n.d.  |
|                                    | Partito Comunista                         | 6 977                      | 1,33                       | n.d.                       | 0     | n.d.  |
|                                    |                                           |                            |                            |                            |       |       |
| Iscritti                           | Iscritti                                  | 1 886 645                  | 100,00                     |                            |       |       |
| ↳ Votanti (% su iscritti)          | ↳ Votanti (% su iscritti)                 | 577 672                    | 30,62                      | n.d.                       |       |       |
| ↳ Voti validi (% su votanti)       | ↳ Voti validi (% su votanti)              | 522 678                    | 90,48                      |                            |       |       |
| ↳ Schede non valide (% su votanti) | ↳ Schede non valide (% su votanti)        | 54 994                     | 9,52                       |                            |       |       |
| ↳ Schede bianche (% su votanti)    | ↳ Schede bianche (% su votanti)           | 7 640                      | 1,32                       |                            |       |       |
| ↳ Schede nulle (% su votanti)      | ↳ Schede nulle (% su votanti)             | 47 354                     | 8,20                       |                            |       |       |
| ↳ Astenuti (% su iscritti)         | ↳ Astenuti (% su iscritti)                | 1 308 973                  | 69,38                      |                            |       |       |

| Eletti | Eletti           |
| ------ | ---------------- |
|        | Laura Garavini   |
|        | Gianni Farina    |
|        | Mario Caruso     |
|        | Guglielmo Picchi |
|        | Alessio Tacconi  |

| Partito                            | Partito                            | Risultati 24 febbraio 2013 | Risultati 24 febbraio 2013 | Risultati 24 febbraio 2013 | Seggi | Seggi   |
| Partito                            | Partito                            | Voti                       | %                          | ±                          | Num   | ±       |
| ---------------------------------- | ---------------------------------- | -------------------------- | -------------------------- | -------------------------- | ----- | ------- |
|                                    | Partito Democratico                | 154 074                    | 32,14                      | 8,90                       | 1     | Stabile |
|                                    | Con Monti per l'Italia             | 142 207                    | 29,67                      | n.d.                       | 1     | n.d.    |
|                                    | Il Popolo della Libertà            | 88 322                     | 18,43                      | 15,96                      | 0     | 1       |
|                                    | Movimento 5 Stelle                 | 65 132                     | 13,59                      | n.d.                       | 0     | n.d.    |
|                                    | Rivoluzione Civile                 | 14 134                     | 2,95                       | n.d.                       | 0     | n.d.    |
|                                    | Fare per Fermare il Declino        | 7 892                      | 1,65                       | n.d.                       | 0     | n.d.    |
|                                    | Partito Comunista                  | 7 578                      | 1,58                       | n.d.                       | 0     | n.d.    |
|                                    |                                    |                            |                            |                            |       |         |
| Iscritti                           | Iscritti                           | 1 688 574                  | 100,00                     |                            |       |         |
| ↳ Votanti (% su iscritti)          | ↳ Votanti (% su iscritti)          | 533 898                    | 31,62                      | n.d.                       |       |         |
| ↳ Voti validi (% su votanti)       | ↳ Voti validi (% su votanti)       | 479 339                    | 89,78                      |                            |       |         |
| ↳ Schede non valide (% su votanti) | ↳ Schede non valide (% su votanti) | 54 559                     | 10,22                      |                            |       |         |
| ↳ Schede bianche (% su votanti)    | ↳ Schede bianche (% su votanti)    | 7 419                      | 1,39                       |                            |       |         |
| ↳ Schede nulle (% su votanti)      | ↳ Schede nulle (% su votanti)      | 47 140                     | 8,83                       |                            |       |         |
| ↳ Astenuti (% su iscritti)         | ↳ Astenuti (% su iscritti)         | 1 154 676                  | 68,38                      |                            |       |         |

| Eletti | Eletti            |
| ------ | ----------------- |
|        | Claudio Micheloni |
|        | Aldo Di Biagio    |

### Elezioni politiche del 2018
| Partito                            | Partito                                 | Risultati 4 marzo 2018 | Risultati 4 marzo 2018 | Risultati 4 marzo 2018 | Seggi | Seggi   |
| Partito                            | Partito                                 | Voti                   | %                      | ±                      | Num   | ±       |
| ---------------------------------- | --------------------------------------- | ---------------------- | ---------------------- | ---------------------- | ----- | ------- |
|                                    | Partito Democratico                     | 193 184                | 31,68                  | 2,02                   | 2     | Stabile |
|                                    | Lega - Forza Italia - Fratelli d'Italia | 152 142                | 24,95                  | 6,75                   | 1     | Stabile |
|                                    | Movimento 5 Stelle                      | 148 703                | 24,39                  | 10,80                  | 1     | 1       |
|                                    | +Europa                                 | 50 466                 | 8,28                   | n.d.                   | 1     | n.d.    |
|                                    | Liberi e Uguali                         | 33 770                 | 5,54                   | n.d.                   | 0     | n.d.    |
|                                    | Noi con l'Italia - UDC                  | 12 396                 | 2,03                   | n.d.                   | 0     | n.d.    |
|                                    | Movimento delle Libertà                 | 10 590                 | 1,74                   | n.d.                   | 0     | n.d.    |
|                                    | Civica Popolare                         | 6 729                  | 1,10                   | n.d.                   | 0     | n.d.    |
|                                    | Partito Repubblicano Italiano - ALA     | 1 830                  | 0,30                   | n.d.                   | 0     | n.d.    |
|                                    |                                         |                        |                        |                        |       |         |
| Iscritti                           | Iscritti                                | 2 261 416              | 100,00                 |                        |       |         |
| ↳ Votanti (% su iscritti)          | ↳ Votanti (% su iscritti)               | 675 866                | 29,89                  | n.d.                   |       |         |
| ↳ Voti validi (% su votanti)       | ↳ Voti validi (% su votanti)            | 609 810                | 90,23                  |                        |       |         |
| ↳ Schede non valide (% su votanti) | ↳ Schede non valide (% su votanti)      | 66 056                 | 9,77                   |                        |       |         |
| ↳ Schede bianche (% su votanti)    | ↳ Schede bianche (% su votanti)         | 9 553                  | 1,41                   |                        |       |         |
| ↳ Schede nulle (% su votanti)      | ↳ Schede nulle (% su votanti)           | 56 503                 | 8,36                   |                        |       |         |
| ↳ Astenuti (% su iscritti)         | ↳ Astenuti (% su iscritti)              | 1 585 550              | 70,11                  |                        |       |         |

| Eletti | Eletti               |
| ------ | -------------------- |
|        | Massimo Ungaro       |
|        | Angela Schirò        |
|        | Simone Billi         |
|        | Elisa Siragusa       |
|        | Alessandro Fusacchia |

| Partito                            | Partito                                 | Risultati 4 marzo 2018 | Risultati 4 marzo 2018 | Risultati 4 marzo 2018 | Seggi | Seggi   |
| Partito                            | Partito                                 | Voti                   | %                      | ±                      | Num   | ±       |
| ---------------------------------- | --------------------------------------- | ---------------------- | ---------------------- | ---------------------- | ----- | ------- |
|                                    | Partito Democratico                     | 178 490                | 32,01                  | 0,13                   | 1     | Stabile |
|                                    | Lega - Forza Italia - Fratelli d'Italia | 139 358                | 24,99                  | 6,06                   | 1     | 1       |
|                                    | Movimento 5 Stelle                      | 135 614                | 24,32                  | 10,83                  | 0     | Stabile |
|                                    | +Europa                                 | 46 300                 | 8,30                   | n.d.                   | 0     | n.d.    |
|                                    | Liberi e Uguali                         | 30 161                 | 5,41                   | n.d.                   | 0     | n.d.    |
|                                    | Noi con l'Italia - UDC                  | 10 856                 | 1,95                   | n.d.                   | 0     | n.d.    |
|                                    | Civica Popolare                         | 9 814                  | 1,76                   | n.d.                   | 0     | n.d.    |
|                                    | Movimento delle Libertà                 | 6 960                  | 1,25                   | n.d.                   | 0     | n.d.    |
|                                    |                                         |                        |                        |                        |       |         |
| Iscritti                           | Iscritti                                | 2 032 628              | 100,00                 |                        |       |         |
| ↳ Votanti (% su iscritti)          | ↳ Votanti (% su iscritti)               | 620 006                | 30,50                  | n.d.                   |       |         |
| ↳ Voti validi (% su votanti)       | ↳ Voti validi (% su votanti)            | 557 553                | 89,93                  |                        |       |         |
| ↳ Schede non valide (% su votanti) | ↳ Schede non valide (% su votanti)      | 62 453                 | 10,07                  |                        |       |         |
| ↳ Schede bianche (% su votanti)    | ↳ Schede bianche (% su votanti)         | 9 314                  | 1,50                   |                        |       |         |
| ↳ Schede nulle (% su votanti)      | ↳ Schede nulle (% su votanti)           | 53 139                 | 8,57                   |                        |       |         |
| ↳ Astenuti (% su iscritti)         | ↳ Astenuti (% su iscritti)              | 1 412 622              | 69,50                  |                        |       |         |

| Eletti | Eletti            |
| ------ | ----------------- |
|        | Laura Garavini    |
|        | Raffaele Fantetti |

### Elezioni politiche del 2022
| Partito                            | Partito                                                 | Risultati 25 settembre 2022 | Risultati 25 settembre 2022 | Risultati 25 settembre 2022 | Seggi | Seggi   |
| Partito                            | Partito                                                 | Voti                        | %                           | ±                           | Num   | ±       |
| ---------------------------------- | ------------------------------------------------------- | --------------------------- | --------------------------- | --------------------------- | ----- | ------- |
|                                    | Partito Democratico - Italia Democratica e Progressista | 177 856                     | 31,34                       | 0,34                        | 1     | 1       |
|                                    | Lega - Forza Italia - Fratelli d'Italia                 | 161 029                     | 28,38                       | 3,43                        | 1     | Stabile |
|                                    | Movimento 5 Stelle                                      | 65 659                      | 11,57                       | 12,82                       | 1     | Stabile |
|                                    | Alleanza Verdi e Sinistra                               | 52 994                      | 9,34                        | n.d.                        | 0     | n.d.    |
|                                    | Azione - Italia Viva                                    | 50 182                      | 8,84                        | n.d.                        | 0     | n.d.    |
|                                    | +Europa                                                 | 29 971                      | 5,28                        | 3,00                        | 0     | 1       |
|                                    | Movimento delle Libertà                                 | 18 212                      | 3,21                        | 1,47                        | 0     | Stabile |
|                                    | Impegno Civico - Centro Democratico                     | 11 590                      | 2,04                        | n.d.                        | 0     | n.d.    |
|                                    |                                                         |                             |                             |                             |       |         |
| Iscritti                           | Iscritti                                                | 2 571 013                   | 100,00                      |                             |       |         |
| ↳ Votanti (% su iscritti)          | ↳ Votanti (% su iscritti)                               | 637 148                     | 24,78                       | n.d.                        |       |         |
| ↳ Voti validi (% su votanti)       | ↳ Voti validi (% su votanti)                            | 567 493                     | 89,07                       |                             |       |         |
| ↳ Schede non valide (% su votanti) | ↳ Schede non valide (% su votanti)                      | 69 655                      | 10,93                       |                             |       |         |
| ↳ Schede bianche (% su votanti)    | ↳ Schede bianche (% su votanti)                         | 10 150                      | 1,59                        |                             |       |         |
| ↳ Schede nulle (% su votanti)      | ↳ Schede nulle (% su votanti)                           | 59 505                      | 9,34                        |                             |       |         |
| ↳ Astenuti (% su iscritti)         | ↳ Astenuti (% su iscritti)                              | 1 933 865                   | 75,22                       |                             |       |         |

| Eletti | Eletti         |
| ------ | -------------- |
|        | Toni Ricciardi |
|        | Simone Billi   |
|        | Federica Onori |

| Partito                            | Partito                                                 | Risultati 25 settembre 2022 | Risultati 25 settembre 2022 | Risultati 25 settembre 2022 | Seggi | Seggi   |
| Partito                            | Partito                                                 | Voti                        | %                           | ±                           | Num   | ±       |
| ---------------------------------- | ------------------------------------------------------- | --------------------------- | --------------------------- | --------------------------- | ----- | ------- |
|                                    | Partito Democratico - Italia Democratica e Progressista | 235 622                     | 41,75                       | 9,74                        | 1     | Stabile |
|                                    | Lega - Forza Italia - Fratelli d'Italia                 | 162 091                     | 28,72                       | 3,73                        | 0     | 1       |
|                                    | Movimento 5 Stelle                                      | 72 903                      | 12,92                       | 11,40                       | 0     | Stabile |
|                                    | Azione - Italia Viva                                    | 55 763                      | 9,88                        | n.d.                        | 0     | n.d.    |
|                                    | Movimento delle Libertà                                 | 23 357                      | 4,14                        | 2,89                        | 0     | Stabile |
|                                    | Impegno Civico - Centro Democratico                     | 14 632                      | 2,59                        | n.d.                        | 0     | n.d.    |
|                                    |                                                         |                             |                             |                             |       |         |
| Iscritti                           | Iscritti                                                | 2 571 013                   | 100,00                      |                             |       |         |
| ↳ Votanti (% su iscritti)          | ↳ Votanti (% su iscritti)                               | 636 939                     | 24,77                       | n.d.                        |       |         |
| ↳ Voti validi (% su votanti)       | ↳ Voti validi (% su votanti)                            | 564 368                     | 88,61                       |                             |       |         |
| ↳ Schede non valide (% su votanti) | ↳ Schede non valide (% su votanti)                      | 72 571                      | 11,39                       |                             |       |         |
| ↳ Schede bianche (% su votanti)    | ↳ Schede bianche (% su votanti)                         | 13 030                      | 2,05                        |                             |       |         |
| ↳ Schede nulle (% su votanti)      | ↳ Schede nulle (% su votanti)                           | 59 541                      | 9,35                        |                             |       |         |
| ↳ Astenuti (% su iscritti)         | ↳ Astenuti (% su iscritti)                              | 1 934 074                   | 75,23                       |                             |       |         |

| Eletti | Eletti          |
| ------ | --------------- |
|        | Andrea Crisanti |

## Riepilogo eletti

### Camera dei Deputati
| 2006                          | 2006                          | 2008                          | 2008                        | 2013                        | 2013                        | 2018                 | 2018                           | 2022                 | 2022                |
| ----------------------------- | ----------------------------- | ----------------------------- | --------------------------- | --------------------------- | --------------------------- | -------------------- | ------------------------------ | -------------------- | ------------------- |
|                               | Gianni Farina (L'Unione/PD)   | Gianni Farina (L'Unione/PD)   | Gianni Farina (L'Unione/PD) | Gianni Farina (L'Unione/PD) | Gianni Farina (L'Unione/PD) |                      | Massimo Ungaro (PD)            |                      | Toni Ricciardi (PD) |
| Arnold Cassola (L'Unione)     |                               | Laura Garavini (PD)           | Laura Garavini (PD)         | Laura Garavini (PD)         |                             | Angela Schirò (PD)   |                                | Simone Billi (LSP)   |                     |
| Franco Narducci (L'Unione/PD) | Franco Narducci (L'Unione/PD) | Franco Narducci (L'Unione/PD) |                             | Alessio Tacconi (M5S)       |                             | Elisa Siragusa (M5S) |                                | Federica Onori (M5S) |                     |
|                               | Antonio Razzi (IdV)           | Antonio Razzi (IdV)           | Antonio Razzi (IdV)         |                             | Mario Caruso (FLI)          |                      | Alessandro Fusacchia (+Europa) | Non previsti         | Non previsti        |
|                               | Guglielmo Picchi (FI/PdL)     | Guglielmo Picchi (FI/PdL)     | Guglielmo Picchi (FI/PdL)   | Guglielmo Picchi (FI/PdL)   | Guglielmo Picchi (FI/PdL)   |                      | Simone Billi (Lega)            | Non previsti         | Non previsti        |
| Massimo Romagnoli (FI)        |                               | Aldo Di Biagio (PdL)          | Non previsto                | Non previsto                | Non previsto                | Non previsto         |                                | Non previsti         | Non previsti        |

1. ↑  In data 19.09.2019 aderisce al gruppo Italia Viva.
2. ↑  In data 27.02.2014 aderisce al gruppo misto, non iscritti. In data 13.04.2014 aderisce al gruppo Partito Democratico.
3. ↑  In data 23.11.2020 aderisce al gruppo misto.
4. ↑  In data 01.02.2024 aderisce al gruppo Azione-Popolari Europeisti Riformatori-Renew Europe.
5. ↑  In data 10.12.2013 aderisce al gruppo Democrazia Solidale - Centro Democratico.

### Senato della Repubblica
| 2006 | 2006                            | 2008                            | 2008                            | 2013                            | 2013                            | 2018 | 2018                   | 2022         | 2022                 |
| ---- | ------------------------------- | ------------------------------- | ------------------------------- | ------------------------------- | ------------------------------- | ---- | ---------------------- | ------------ | -------------------- |
|      | Claudio Micheloni (L'Unione/PD) | Claudio Micheloni (L'Unione/PD) | Claudio Micheloni (L'Unione/PD) | Claudio Micheloni (L'Unione/PD) | Claudio Micheloni (L'Unione/PD) |      | Laura Garavini (PD)    |              | Andrea Crisanti (PD) |
|      | Antonella Rebuzzi (FI)          |                                 | Nicola Di Girolamo (PdL)        |                                 | Aldo Di Biagio (FLI)            |      | Raffaele Fantetti (FI) | Non previsto | Non previsto         |

1. ↑  In data 21.12.2017 aderisce al gruppo misto.
2. ↑  In data 18.09.2019 aderisce al gruppo Italia Viva - PSI.
3. ↑  In data 16.12.2014 aderisce al gruppo Area Popolare.
4. ↑  In data 12.10.2020 aderisce al gruppo misto. In data 26.01.2021 aderisce al gruppo Europeisti-MAIE-Centro Democratico. In data 30.03.2021 aderisce al gruppo misto.